# Bałowo (Sorkwity)
Bałowo (deutsch Bothau) ist ein Ortsteil von Zyndaki in der polnischen Woiwodschaft Ermland-Masuren und gehört zur Landgemeinde Sorkwity (deutsch Sorquitten) im Powiat Mrągowski (Kreis Sensburg).

## Geographische Lage
Bałowo liegt am Nordostufer des Jezioro Gielądzkie (deutsch Gehlandsee) inmitten der Woiwodschaft Ermland-Masuren. Bis zur Kreisstadt Mrągowo (deutsch Sensburg) sind es neun Kilometer in östlicher Richtung.

## Geschichte
Das kleine aus einem Gut und Gehöften bestehende Dorf Bothau war 1785 „ein adlig Gut mit einer Wasser-Mahlmühle und 18 Feuerstellen“. Von 1874 bis 1945 war der Gutsbezirk Bothau in den Amtsbezirk Wahpuhnen (polnisch Warpuny) eingegliedert, der zum Kreis Sensburg im Regierungsbezirk Gumbinnen (ab 1905: Regierungsbezirk Allenstein) in der preußischen Provinz Ostpreußen gehörte. 
Aufgrund der Bestimmungen des Versailler Vertrags stimmte die Bevölkerung im Abstimmungsgebiet Allenstein, zu dem Bothau gehörte, am 11. Juli 1920 über die weitere staatliche Zugehörigkeit zu Ostpreußen (und damit zu Deutschland) oder den Anschluss an Polen ab. In Bothau stimmten 80 Einwohner für den Verbleib bei Ostpreußen, auf Polen entfielen keine Stimmen.
Am 30. September 1928 gab Bothau seine Eigenständigkeit auf und wurde zusammen mit dem Vorwerk Samkowen (polnisch Zamkowo) in die Landgemeinde Sonntag (polnisch: Zyndaki) eingegliedert.
Als das gesamte südliche Ostpreußen 1945 in Kriegsfolge an Polen überstellt wurde, war nun auch Bothau davon betroffen. Es erhielt die polnische Namensform „Bałowo“ und ist heute eine nach Zyndaki (Sonntag) einbezogene Ortschaft (polnisch część wsi) innerhalb der Landgemeinde Sorkwity (Sorquitten) im Powiat Mrągowski (Kreis Sensburg), bis 1998 der Woiwodschaft Olsztyn, seither der Woiwodschaft Ermland-Masuren zugehörig.

### Einwohnerzahlen
| Jahr | Anzahl |
| ---- | ------ |
| 1818 | 109    |
| 1839 | 107    |
| 1871 | 109    |
| 1885 | 112    |
| 1898 | 109    |
| 1905 | 118    |
| 1910 | 91     |

## Kirche
Bis 1945 war Bothau nach Warpuhnen (polnisch Warpuny) eingepfarrt, sowohl in die dortige evangelische Kirchengemeinde in der Kirchenprovinz Ostpreußen der Kirche der Altpreußischen Union als auch in die katholische Pfarrgemeinde im damaligen Bistum Ermland.
Der Bezug nach Warpuny besteht auch heute noch: zur dortigen katholischen Pfarrei, die jetzt zum Erzbistum Ermland gehört, als auch zur evangelischen Kirche, die nach Jahren des Verfalls und gründlicher Restaurierung 2016 wieder in Dienst genommen wurde und jetzt von der Pfarrei in Sorkwity in der Diözese Masuren der Evangelisch-Augsburgischen Kirche in Polen betreut wird.

## Verkehr
Bałowo liegt an einer Nebenstraße, die die polnische Landesstraße 16 (einstige deutsche Reichsstraße 127) bei Sorkwity (Sorquitten) entlang der Ostseite des Jezioro Gielądzkie (Gehlandsee) über Młynik (Lasken) mit Zyndaki (Sonntag) verbindet. Nach Bałowo führt außerdem ein Landweg von Zamkowo (Samkowen).
Eine Anbindung an den Schienenverkehr besteht nicht.